# أحمد أوغوز
أحمد أوغوز (بالتركية: Ahmet Oğuz) هو لاعب كرة قدم تركي في مركز الدفاع، ولد في 16 يناير 1993 في صرغون ‏ في تركيا. لعب مع أوفتاس سبور وغنتشلربيرليغي.

## وصلات خارجية
- أحمد أوغوز على موقع اتحاد تركيا (لاعب) (الإنجليزية)
- أحمد أوغوز على موقع قاعدة بيانات كرة القدم.إي يو (الإنجليزية)
- أحمد أوغوز على موقع Soccerway.com (الإنجليزية)
- أحمد أوغوز على موقع عالم كرة القدم.نت (الإنجليزية)